# Бохтар
Бохтар (на таджикски: Бохтар, до 2018 г. Курган Тюбе) е град в Таджикистан, административен център на Хатлонска област. Населението на града през 2007 година е 71 000 души.

## География
Градът се намира на 100 км южно от столицата Душанбе.